# Čepin
Čepin är en ort i Kroatien.   Den ligger i länet Baranja, i den östra delen av landet, 200 km öster om huvudstaden Zagreb. Čepin ligger 88 meter över havet och antalet invånare är 9 548.
Terrängen runt Čepin är mycket platt. Runt Čepin är det ganska tätbefolkat, med 62 invånare per kvadratkilometer. Närmaste större samhälle är Osijek, 10,6 km öster om Čepin. Trakten runt Čepin består till största delen av jordbruksmark.